# Canzone d'estate
Canzone d'estate è un singolo della cantante italiana Levante, pubblicato il 23 giugno 2023 come terzo estratto dal quinto album in studio Opera futura.

## Descrizione
Il brano, scritto da Levante con Edwyn Roberts, Andrea Bonomo e Antonio Filippelli, è stata raccontata nel significato dalla stessa cantante:

## Accoglienza
Fabio Fiume di All Music Italia assegna al brano un punteggio di 7 su 10, scrivendo che nel brano «si respira l’estate ma non alla maniera del tormentone», definendo l'arrangiamento «retrò, che mette assieme atmosfere 60’s con campionamenti più tipici degli anni 90» e che «ti costringe a stare attento per seguire le strofe, perché queste non sono poi così prevedibili». Fiume conclude che il progetto sia la dimostrazione di «quando scrivere una canzone è anche ricordarsi di essere artisti con qualcosa da dire».
Il brano è stato inserito da Recensiamo Musica tra le 100 canzoni indie più belle del 2023.

## Video musicale
Il video, diretto da Giacomo Triglia, è stato reso disponibile in concomitanza con il lancio del singolo attraverso il canale YouTube della cantante.

## Tracce
Testi e musiche di Claudia Lagona, Edwyn Roberts, Andrea Bonomo e Antonio Filippelli.
1. Canzone d'estate – 3:21